# Ate
För asteroiden, se 111 Ate.
Ate var skuldens och dårskapens gudinna i grekisk mytologi. Enligt Hesiodos var hon dotter till Eris och syster till Anomia. Enligt Homeros Iliaden var hon äldsta dotter till Zeus, med okänd moder.
Shakespeare nämner Ate i Julius Caesar, med raderna:
"Och Caesars vålnad, glupsk i hämndbegär -
Med Ate vid sin sida, eldröd kommen
Ifrån Tartaren – nalkas dessa länder
Och med en hövdings stämma ropa: ”Mord!”
Och släppa krigets galna hundar lösa, …"